# エーリッヒ・フォン・マンシュタイン
フリッツ・エーリッヒ・フォン・レヴィンスキー・ゲナント・フォン・マンシュタイン（Fritz Erich von Lewinski genannt von Manstein、1887年11月24日 - 1973年6月10日）は、ドイツの陸軍軍人、貴族。最終階級は陸軍元帥。
第二次世界大戦で活躍した将帥たちの中でもとりわけ有能な将帥として知られる。彼は西方電撃戦の立案者であり、後にクリミア半島とレニングラード攻撃を指揮し、その後、スターリングラード攻防戦後に優位に立った赤軍の攻勢を食い止め、第三次ハリコフ攻防戦でハリコフを陥落させた。これは緒戦におけるキエフ包囲戦に並び、東部戦線におけるドイツの最も大きな勝利の1つである。
彼は最高指導者であるヒトラーの決定に逆らわなかったが、対案を具申し、ヒトラーに対してはっきりと意見を開陳する数少ない将軍の1人だった。その名将ぶりは戦時中のアメリカでも知られ、「タイム」でも醜悪な顔に描かれることなく毅然とした顔で表紙を飾り、「我らの最も恐るべき敵」と評された。

## 生涯

### 生い立ち
ドイツ帝国領邦プロイセン王国首都ベルリンにエドゥアルト・フォン・レヴィンスキー砲兵大将 （1829年 - 1906年）とその妻ヘレーネ（旧姓フォン・シュペルリンク, von Sperling、1847年 - 1910年）の間の第10子フリッツ・エーリッヒ・フォン・レヴィンスキー（Fritz Erich von Lewinski）として生まれた。父のフォン・レヴィンスキー家(de)も母のフォン・シュペルリンク家もプロイセン貴族であり、代々軍人の家系である。
叔母ヘートヴィヒ・フォン・シュペルリンク（Hedwig von Sperling、1852年 - 1925年）はゲオルク・フォン・マンシュタイン（Georg von Manstein）中将（1844年 - 1913年）と結婚していたが、彼らには子供がなく、エーリッヒは生まれる前から彼らの養子になることが決められていた。これによって彼の姓は「フォン・レヴィンスキー・ゲナント（公称は）・フォン・マンシュタイン」という二重姓になる。エーリッヒが生まれた時、レヴィンスキー大将はマンシュタイン中将に「本日、君は元気な男の子を得た。母親と子供は元気だ。おめでとう」との電報を送った。マンシュタイン家は14世紀に皇帝による叙爵制度が誕生する前から貴族だったプロイセン古貴族と呼ばれる家柄であり、17世紀のフリードリヒ・ヴィルヘルム大選帝侯の時代から代々軍人の家系だった。
このような名門軍人家系の出自に加え、叔母ゲルトルート（Gertrud von Sperling）はヒンデンブルク元帥（大統領）の妻という縁故があった。従ってマンシュタインの軍における出世は誕生時から保証されていた。
生まれはベルリンだが、育ちはベルリンではない。マンシュタインの父は軍人であったため、父の配属先にしたがってドイツ各地を転々とすることになったのである。1896年から1900年まで父の転勤先であるシュトラスブルク（当時プロイセン領。現フランス領ストラスブール）の小学校に通っている。

### プロイセン軍人
1900年に13歳でプレン(de)の陸軍幼年学校に入学。ついでベルリン・リヒターフェルデのプロイセン陸軍士官学校に入学した。1905年のヴィルヘルム皇太子の結婚式に際してはロシアのウラジーミル大公女の小姓を務め、その翌年の皇帝ヴィルヘルム2世夫妻の銀婚式にも出席を許されている。
1906年3月、プロイセン陸軍のエリート部隊である第3近衛歩兵連隊(de)に士官候補生として入営。1907年1月には少尉に任官。その後、中尉に昇進するとともに第3近衛歩兵連隊に属する大隊の大隊長副官となる。
1913年10月にベルリンの陸軍大学校に入学した。同大学での同級生にハインツ・グデーリアンがいる。

### 第一次世界大戦
1914年7月末に第一次世界大戦が勃発したため、マンシュタインは参謀本部専門教育を修了することなくただちに陸軍大学を卒業することとなった。8月2日に第2近衛予備連隊の連隊長副官に任じられ、マルヌ会戦に参加した。その後東部戦線に転戦したが、11月にカトヴィツェで肩と左ひざの坐骨神経に銃弾を受けて負傷した。
ヴィースバーデンの野戦病院で6カ月ほど入院した後、1915年6月に参謀将校としてガルヴィッツ軍集団に配属され、ポーランドやセルビアで戦った。その後大尉に昇進し、第12軍の軍団長副官、ついで1916年1月に第11軍参謀将校となり、ヴェルダンの戦いに参加した。7月には第1軍の参謀将校に転じ、ソンムの戦いの参加。1917年に入ると第4騎兵師団の主任作戦参謀(Ia)となり、エストニアで戦った。1918年5月には第213突撃歩兵師団の主任作戦参謀に転じ、西部戦線で戦う。
ドイツ革命による1918年11月9日の皇帝の退位には他の軍人達と同様に大きな絶望を感じた。マンシュタインにとって軍隊とは君主の物であり、君主制なくしては存在しえない物であった。マンシュタインは後に「革命と停戦によって私の軍隊での青春は終わった。我らが義務を負っていた皇帝や国王に取って代わったのは『国家』という概念だった。抽象的な、神話的とさえ言ってよい概念だった」と述べている。

### ヴァイマル共和政期
終戦直後にブレスラウ（現ポーランド・ヴロツワフ）の「東部防衛隊(de)」に参謀将校として入隊し、翌1919年まで勤務した。ヴェルサイユ条約により人員を10万人に制限されたヴァイマル共和国軍陸軍に選び残された。しかし貴族階級出身の将校たちが皆そうであったように、マンシュタインもヴァイマル共和政には嫌悪感を持っていた。しかしハンス・フォン・ゼークト上級大将から諭されて「沈黙して利己心を捨てて義務を遂行する」決意をしたという。
1920年1月にシレジアの親戚であるユッタ・シビル・フォン・レシュ（Jutta Sybille von Loesch）と結婚した。彼女との間に娘のギーゼラ、二人の息子ゲーロとリュディガーをもうけた。なお、長男ゲーロは1942年10月29日に東部戦線で戦死している。
東部防衛隊が改組された第2集団司令部（Gruppenkommando 2）に参謀長として勤務していたが、1920年10月にはポンメルンのアンガーミュンデに駐留する第5歩兵連隊に属する中隊の中隊長に就任。1923年10月に兵務局（参謀本部の偽装機関）に配属され、参謀本部将校として第2師団（第2軍管区）司令部に勤務した。ついで1925年から第4師団（第4軍管区）司令部に転属。さらに1927年2月に少佐に昇進し、10月に第4歩兵指導者(Infanterieführer IV)司令部に勤務した。
1929年9月に兵務局（参謀本部）のT1部（作戦部）に配属される。ここで彼は編成部長ヴィルヘルム・カイテル中佐の立てた動員計画の弱点を主張して上層部にもそれを認めさせて修正を加えた。このため彼は終生カイテルと折り合いが良くなかったという。
中佐に昇進した後、1932年10月にコルベルク（現ポーランド・コウォブジェク）に駐留する第4歩兵連隊に属する猟兵大隊の大隊長に就任した。

### ナチス政権期
1933年1月30日、国家社会主義ドイツ労働者党（ナチス）の党首アドルフ・ヒトラーがパウル・フォン・ヒンデンブルク大統領より首相に任命される。
この時マンシュタインはコルベルクで大隊長を務めていたが、基本的には好感をもってヒトラー新内閣を迎えたようである。ヒトラーのヴェルサイユ条約打破の主張はマンシュタインら軍人にとっては全く正当な主張に聞こえ、またマンシュタインは国会の委員会に何度か陪席したことがあったが、そこで行われる政党間の罵り合いを見て民主主義というものに辟易し、独裁的指導者を待望していたため、ヒトラーの独裁的傾向にも共感を持ったのであった。したがってマンシュタインは初めのうちは彼の信奉するプロイセン保守主義とナチスの国家社会主義の間に大きな差は無いと思っていた。
マンシュタインが最初にナチスと考えを異にしたのは1934年2月28日に国防相ヴェルナー・フォン・ブロンベルク上級大将が「アーリア条項」を陸軍に導入した時だった。マンシュタインは兵務局局長（参謀総長）ルートヴィヒ・ベック中将に建白書をしたためてアーリア条項導入に対して抗議を行った（ただこの建白書はすでに入隊しているユダヤ人を軍から排除することについて反対した物であり、今後ユダヤ人の新規入隊を禁止することについては何も触れていない）。ブロンベルクはこの建白書に激怒してマンシュタインを処分しようとしたが、陸軍総司令官ヴェルナー・フォン・フリッチュ砲兵大将の仲裁でなんとか処分を免れたという。
1934年6月末から7月初めにかけて行われた粛清「長いナイフの夜」においてクルト・フォン・シュライヒャー名誉階級歩兵大将とフェルディナント・フォン・ブレドウ少将が殺害された際にもナチスのやり口に反発し、上官ベックを動かしてブロンベルクに抗議をしようという試みに参加した。
マンシュタインはベック参謀総長に近い立場であり、ナチ党とは距離を保っていたが、それでも軍内では昇進を重ねた。1933年12月には大佐に昇進し、1934年2月には第3師団（第3軍管区）司令官エルヴィン・フォン・ヴィッツレーベン大将の参謀長に就任した。ついで1935年7月には参謀本部の作戦部部長に就任した。1936年10月には少将に昇進。そして1936年10月6日に参謀本部第1部長（事実上の参謀次長）に就任し、ベック参謀総長を支えた。いずれはベックの後継として参謀総長になることが予定された。またこの頃、歩兵支援のために突撃砲の開発を提案している。突撃砲は第二次世界大戦でドイツが開発した兵器としては最も成功した安価な兵器であったとされている。
しかしブロンベルク＝フリッチュ罷免事件後の粛清人事により、1938年4月にシレジアのレグニツァに駐留する第18歩兵師団師団長職に左遷された。国防軍最高司令部総長に就任したヴィルヘルム・カイテル砲兵大将がライバルのマンシュタインを嫌って田舎に追い払おうとしたためであるという。マンシュタインは後に「参謀本部将校ならば誰もが願う最高の名誉ある地位。モルトケが、シュリーフェンが、ベックが務めた地位を継承するという夢が私から葬り去られてしまった」とそのときの悔しさを述べている。
参謀総長ベックはヒトラーの戦争を招きかねない外交に反発して国防軍首脳部うちそろっての集団辞職を計画したが、他の軍高官は誰もこれに同意しなかった。軍人は常に政府に忠実でなければならないと考えていたマンシュタインも同意せず、参謀総長職にとどまるようベックの説得にあたったが、結局ベックは一人で辞職した。

### 第二次世界大戦

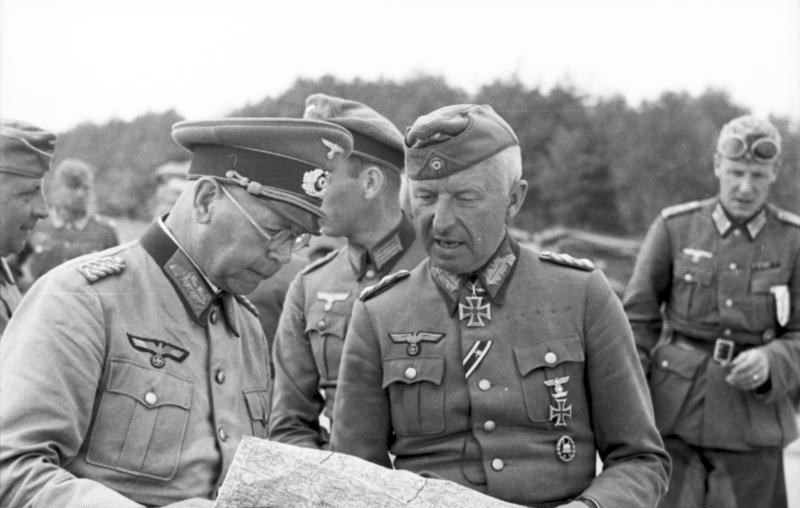
1941年6月21日、バルバロッサ作戦前の東部前線でのエーリヒ・ブランデンベルガー少将とマンシュタイン。

#### 対ポーランド戦
1939年8月18日に彼はポーランド侵攻に備えてルントシュテット上級大将の南方軍集団の参謀長に任命された。作戦計画はブルーメントリット大佐が発展させた。ルントシュテットは装甲部隊の大半をライヘナウ指揮の第10軍に集中させ、ヴァイクセル川西岸のポーランド軍を包囲、殲滅するというマンシュタインの作戦計画を採用した。計画では南方軍集団の二つの軍、リスト指揮の第14軍とブラスコヴィッツ指揮の第8軍がライヘナウの側面をそれぞれ支援しポーランドの首都ワルシャワに進攻することとなっていた。マンシュタインはポーランドをソ連との緩衝地帯と考えていた。彼はポーランド戦の開始がドイツを二正面作戦に引き込むことを懸念していた。
ポーランド戦は9月1日に開始され、成功裡に進展した。南方軍集団の管轄地域では、第10軍の装甲部隊は退却するポーランド軍を攻撃し、防御態勢に入る時間を与えなかった。側面を担当した第8軍はウッチ、ラドム、ポズナニのポーランド軍の集中を防いだ。マンシュタインはヴァイクセル川からワルシャワへ進攻するという当初の計画を変更し、ラドムのポーランド軍の包囲をルントシュテットに進言した。この包囲は成功し、ポーランド軍の南部からワルシャワへの抵抗を取り除いた。

#### 対フランス戦
1939年末、ルントシュテットのA軍集団の参謀長となったマンシュタインは、ブルーメントリットとトレスコウと共にフランス侵攻作戦を立案した。マンシュタインは戦車部隊が行動し難いと思われるアルデンヌの森林地帯を通過することで敵の意表をつき、ミューズ川の橋梁を確保し、英仏海峡に到達し、ベルギーとフランドル（フランダース）に展開する英仏連合軍とフランス本土を断ち切ることが出来ると考えた。計画は大鎌作戦と呼ばれた。
陸軍総司令部（OKH）はこの作戦計画案を拒否したが、ヒトラーは革新的な作戦として修正案を採用した。作戦計画は後にマンシュタイン・プランと呼ばれた。しかしマンシュタインは、またもドイツ東部に左遷された。第4軍を指揮したのはクルーゲである。この部隊にはロンメル将軍の指揮する第7装甲師団も含まれていた。最初にアミアンの東を突破しセーヌ川に到達したのはマンシュタインの元部下たちだった。フランス侵攻は成功裡に終了し、この功績によりマンシュタインは騎士鉄十字章を受章した。

#### 東部戦線

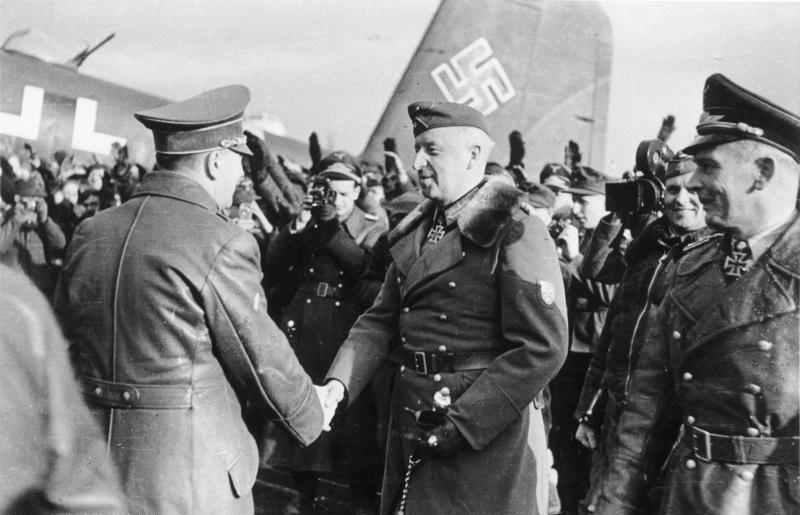
前線視察に訪れたヒトラーを出迎えるマンシュタイン（1943年3月 ザポリージャ。右にハンス・バウアー、右端はヴォルフラム・フォン・リヒトホーフェン）

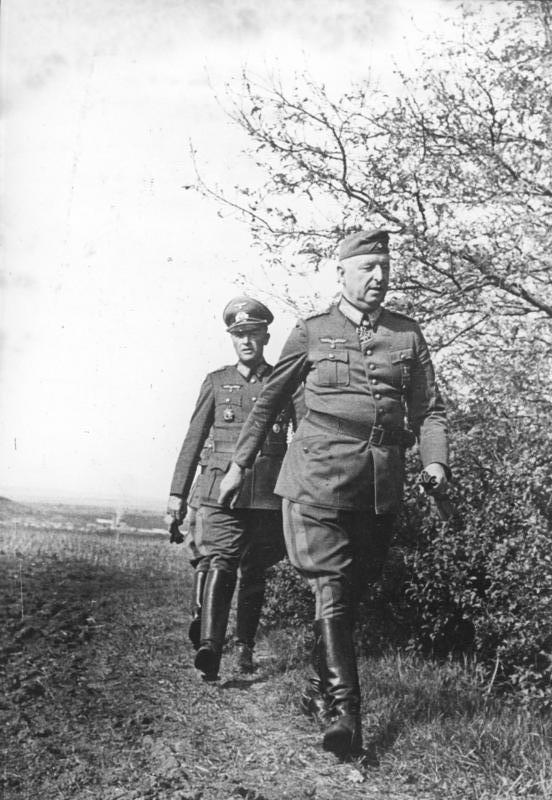
前線を視察するマンシュタイン（1943年6月）

バルバロッサ作戦開始時は第56装甲軍団を指揮、北方軍集団の作戦地域内においてデュナブルクへの街道の確保に成功する。
1941年9月12日にフォン・ショーベルト上級大将が事故死した後、マンシュタインは南方軍集団（1942年6月にB軍集団に改組）の第11軍司令官に任命された。彼はルーマニア軍2個軍団を含む第11軍を指揮して、クリミア半島のセヴァストポリ要塞を攻略し（セヴァストポリ包囲戦）、1942年、陸軍元帥に昇進した。
この後、膠着していたレニングラード市街の攻略に向かったが、レニングラードの赤軍が先手を打って攻勢に出たためドイツ軍は攻撃に使用するはずの兵力を防御に使用しなければならなくなり、攻撃は頓挫した。
1942年末から翌1943年1月のパウルス上級大将の第6軍のスターリングラード脱出救援には失敗したが、ドン軍集団の指揮官として南部戦線の崩壊を食い止めたのみならず、迫りくる赤軍に、後に「後手からの一撃（バックハンドブロウ）」と呼ばれることになる機動防御作戦によって大打撃を与え、1943年3月15日にハリコフを再占領した。優れた戦略眼と卓越した指揮能力を持つ司令官として名声を得、この第三次ハリコフ攻防戦や、のちのクルスクの戦いに戦功を挙げた。
しかし、ドイツ軍の得意とする機動戦主体の戦略を説くマンシュタインに反して、ヒトラーは一時的な戦略的撤退を認めず、陣地死守に拘り、得られた可能性のある勝利のいくつかを無為に失った。ヒトラーの作戦指導への干渉は止まらず、マンシュタインはついに1944年3月中に南方軍集団（1943年2月にドン軍集団から改組）司令官を解任され、予備役に退く。のちに彼はヒトラー政権の転覆計画への参加を打診されたが、これを拒否している。この時、彼が言った「プロイセン軍人は反逆しない」という言葉は有名である。

#### 関与した戦争犯罪
東部戦線において第11軍にはオットー・オーレンドルフ親衛隊中将率いるアインザッツグルッペンD隊が属していた。この部隊は前線の軍の一つ後方にあって「パルチザン狩り」と称して現地の「パルチザンの温床」とされた人々、ユダヤ人・ロマ・共産主義者などを銃殺あるいはガス殺していた部隊であった。この部隊を創設させたのは国家保安本部長官のラインハルト・ハイドリヒ親衛隊大将であったが、指揮権自体は直属の軍司令部に属した。第11軍に属するアインザッツグルッペンD隊は1941年6月から1942年3月にかけて黒海沿岸やクリミア半島で9万人を殺害したことを指揮官オーレンドルフ自身が後に認めている。
マンシュタインを司令官とする第11軍司令部もアインザッツグルッペンに移送手段を融通することで虐殺行動に力を貸した。しかしマンシュタインは後に裁判で「アインザッツグルッペンの行動で私が知っていたのは東部占領地域の住民を政治的に検査するということだけだった。」と述べ、それを了承した以上の関与はないと主張した。すなわち虐殺まで起こっていたとは知らなかったと述べた。
しかし第11軍司令部付きの将校ウルリヒ・グンツェルト大尉の証言によるとグンツェルトがアインザッツグルッペンの虐殺を目撃しており、それをマンシュタインに報告したという。グンツェルトがアインザッツグルッペンのところに訪れた時、溝の下が死体の山になっており、機関銃で一斉射撃したのち、親衛隊員たちが溝に降りてまだ生きているものをピストルで射殺していたという。あまりの非道さに止めさせようとしたが、親衛隊員たちに追い払われてしまい、すぐに司令部に戻ってマンシュタインに報告し、止めさせるように求めたが、マンシュタインは「私は後方のことには責任を持たない。前線のことだけが私の任務だ。」と聞き流し、また「見たことは口外するな」とグンツェルトに命じたという。グンツェルトはこのマンシュタインの態度について「責任逃れであり、モラルの放棄である」と憤慨している。

### 逮捕
1945年5月、ヒトラーの死後、大統領に指名されたデーニッツ提督から連合軍との降伏交渉を依頼されるが、これを断った。1945年8月26日にイギリス軍により逮捕される。

### 裁判
1947年8月、ニュルンベルク継続裁判で主席検事を務めたテルフォード・テイラーはマンシュタインの訴追についての要請をアメリカ軍に行った。ドイツの公文書の調査によって1941年から1942年にかけ、占領ソ連地域において住民への不法行為と殺害に関与していたという疑いが持ち上がったものである。テイラーの訴追にはマンシュタインだけでなく、同じドイツ元帥であるルントシュテット、ブラウヒッチュ、レープ、キュヒラーも含まれていた。しかしアメリカ占領軍司令官ルシアス・クレイは、イギリスに拘留されているマンシュタインらの訴追を行わず、資料をイギリス軍側に手渡すよう命令した。
イギリス主席検事ハートリー・ショークロスは米軍側から受け取った書類を、外相アーネスト・ベヴィンの元に送付した。政府内ではベヴィンが中心となって戦犯裁判についての協議が行われたが、政府は戦犯裁判に負担を感じており、陸軍大臣フレデリック・ベレンジャーや大法官ウィリアム・ジョウィットらからは裁判を忌避したいという声も上がっていた。また軍政長官ショルト・ダグラス空軍大将も、戦犯裁判を行うことには否定的であった。しかしベヴィンは戦犯裁判に積極的であり、協議は長引いた。このためイギリス側はマンシュタインらが老齢であり、健康上の理由からすぐに訴追できないとして時間を稼いでいたが、1948年3月11日にはソ連からマンシュタインとルントシュテットの引き渡し要求が行われた。またアメリカ側で行われていたレープの裁判において、弁護側証人としてマンシュタインとルントシュテットの出席が要請された。証人として二人が出席すれば、二人の健康状態が裁判に耐えられないほどではないことが明らかとなるため、ベヴィンとジョウィット、新任の陸軍大臣マニー・シンウェル、検事総長となったショークロスらは裁判についての協議を本格化させた。ショークロスは「とにかくこの4人（マンシュタイン、ルントシュテット、ブラウヒッチュ、アドルフ・シュトラウス上級大将）を裁くことは国内外に対する英国側の誠意の表明なのである」として、裁判を訴えた。しかしジョウィットはなおも裁判に反対しており、また新任の軍政長官ブライアン・ロバートソン (初代オークリッジのロバートソン男爵)もドイツ人に不要な復讐心をもたらすとして裁判に反対した。保守党党首のウィンストン・チャーチル元首相もロバートソンの意見を支持し、イギリス政府の戦犯裁判方針を「政治的にも行政的にも愚行であり、司法的には不法であり、かつ人道的にも軍人精神にも矛盾する」と激しく批判した。このため1948年中にはマンシュタインの裁判に関する決定は何等行われなかった。
1949年3月、イギリス側は再度マンシュタインらの健康状態を調査すると、マンシュタインのみ裁判に耐えられるという結果が出た。このため5月5日の閣議でハーグ陸戦条約違反と「人道に対する罪」によってマンシュタインのみを起訴し、ルントシュテットについては不起訴とする決定が下された。チャーチルはイギリスの裁判に慣れていないマンシュタインらのためにイギリスの弁護士を雇う資金のカンパを求めるキャンペーンを行い、合計2000ポンドが集まった。
8月23日からハンブルクのクリオ・ハウスでマンシュタインの裁判が開始された。首席検察官は極東国際軍事裁判において首席検察官であったアーサー・S・コミンズ・カーであり、マンシュタインには二人のドイツ人弁護士と、イギリス下院議員レジナルド・パジェットとサミュエル・シルキンが弁護に就いた。
この裁判では、「ポーランドにおけるユダヤ人殺害」、「第11軍司令官当時にソ連軍捕虜7504人の殺害もしくは餓死させた」、「捕虜をSDに引き渡したこと」、「捕虜からドイツ軍の補助兵を強制的に徴募した」「捕虜6万人を危険な要塞設営や地雷撤去に使用した」、「コミッサール指令（ソ連軍政治将校の殺害命令）に従った」「対ソ戦でホロコーストの実行に当たった」「第11軍がユダヤ人やジプシーをSDに引き渡した」「クリミア半島に於けるユダヤ人など9万人の殺害への関与」「ソ連領においてパルチザン活動に対する報復としての住民処刑」「パルチザンの即時処刑」「占領地住民の強制徴用」「占領地住民の強制移送への関与」「1943年のソ連領からの撤退時における焦土作戦」の17の訴因があげられている。
これらのうち、「捕虜と住民の強制使用」「住民の強制移送」「捕虜の殺害、SDへの引き渡し、パルチザンと政治将校の不当な扱い」「シンフェロポリのユダヤ人殺害を承知していた件」について有罪と判定された。判決では特にコミッサール指令についての問題が重視され、ホロコースト関与については大半が無罪となっている。軍事法廷はマンシュタインに懲役18年の刑を下した。しかし拘留期間が差し引かれ、12年に減刑された。

### 釈放後
マンシュタインはヴェストファーレンのヴェルル刑務所に投獄された。1951年にはイギリス首相となったチャーチルとコンラート・アデナウアー西ドイツ首相がマンシュタインの釈放について合意し、1952年には非公式ながら釈放され、ついで1953年には健康上の理由により刑期満了前に釈放され、恩赦された。
その後、彼は新生ドイツ連邦軍の創成に尽力し、西ドイツ政府の国家防衛委員会の顧問を務めた。1955年には回想録『失われた勝利（Verlorene Siege）』を出版している。1973年6月10日夜、ドイツ南部のイルシェンハウゼン(de)で脳卒中により死去した。葬儀ではドイツ連邦軍の軍人達がリューネブルクの墓地に棺を運んだ。

### 評価の変遷
マンシュタインに対する評価は、戦後の冷戦期は「人格高潔なる名将」であり、栄光に満ちた晩年を送ったが、冷戦終結後は「責任逃れの戦争犯罪人」と批判する研究書や論文が増えた。2010年にマンゴウ・メルヴィンによる評伝『ヒトラーの元帥　マンシュタイン』が刊行されたあとは「戦略的な限界を抱えた天才作戦家」という評価が研究者のあいだで共有されている。

## 人物
- 身長は約180センチだった[10]。
- 視力は悪かった。44歳のころから視界がかすみはじめたといい、メガネなしでは文字を読むことができなかった[10]。
- 在宅時によくしていた趣味はクラシック音楽（モーツァルト）鑑賞、庭いじり、歴史や語学の勉強などであった[41]。家に帰るとすぐに軍服を脱ぎ、仕事の話はほとんどしなかったという[41]。
- 昔の戦争には関心が無く、国防軍長老たちから聞かされる普仏戦争の話を好まなかったという[41]。
- ニュルンベルク裁判に証人として出廷した際にアメリカの精神科医から受けたインタビューの中でマンシュタインはヒトラーについては「彼は非凡な人間だった。途方もない知力と並はずれた意思力を持っていた。」「時がたつにつれてヒトラーが倫理感を無くしてしまったことは確かだ。だがそれは後になって分かったことであり、当時は分からなかった」「私がヒトラーの倫理感の欠如を初めて目にしたのは1944年7月20日以降の彼の行動を見た時だった。暗殺未遂事件での裁判や絞首刑などだ。さらに戦後にユダヤ人絶滅計画について知った時にそう思った。」と語っている[42]。
- 上記のインタビューの中でユダヤ人虐殺については「それがはるか以前から、おそらく1940年か1941年に始まったことを今は知っているが、当時は知らなかった。私は軍人であり、戦争に勝つことだけに専念していた」「アインザッツグルッペンが何をしていたか私は全く知らなかった。私が着任したばかりの9月頃に悪事が行われていると誰かから時々聞いたことはあったかもしれない。だが私は軍司令官として送られたのであり、ほとんどの時間を前線で過ごした。したがってユダヤ人を集団で撃ち殺しているのを直接見たことは無かったし、それについて信頼できる情報を聞かされたこともなかった。実のところ、私はその組織に対して何も命令できない立場だったのだ」と語っている[43]。

## 階級・栄典

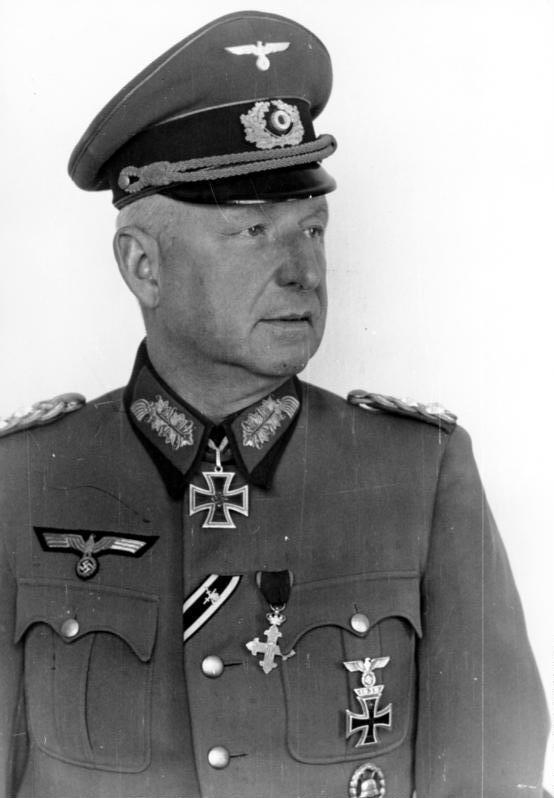
1942年3月21日、エーリッヒ・フォン・マンシュタイン上級大将（当時）
首許の勲章は騎士鉄十字章。第二ボタンホールにホーエンツォレルン家勲章剣付き騎士鉄十字章（プロイセン王国）の記章と略綬。左胸に1914年版一級鉄十字章と1939年版略章、戦傷章。ミハイ勇敢公勲章も見える。

### 階級
- 1906年3月6日、士官候補生 (Fähnrich)[5]
- 1907年1月27日、少尉 (Leutnant)[5][15]
- 1914年6月19日、中尉 (Oberleutnant)[15]
- 1915年7月24日、大尉 (Hauptmann)[5][15]
- 1927年2月1日、少佐 (Major)[5][15]
- 1931年4月1日、中佐 (Oberstleutnant)[5][# 1]
- 1933年12月1日、大佐 (Oberst)[5][15]
- 1936年10月1日、少将 (Generalmajor)[5][15]
- 1939年4月1日、中将 (Generalleutnant)[44]
- 1940年6月1日、歩兵大将 (General der Infanterie)[44]
- 1942年3月7日、上級大将 (Generaloberst) [5]
- 1942年7月1日、元帥 (Generalfeldmarschall)[5][44]

### 受章
- 鉄十字章
  -  1914年版二級鉄十字章
    -  1939年版二級鉄十字章略章[45]

  -  1914年版一級鉄十字章
    -  1939年版一級鉄十字章略章[45]

  - 柏葉・剣付騎士鉄十字章
    -  騎士鉄十字章 - 歩兵大将、第38軍団司令官として1940年7月19日受章[5][46]
    -  柏葉章 - 元帥、南方軍集団司令官として1943年3月14日受章、209人目の受章者[5][46]
    -  剣章 - 元帥、南方軍集団司令官として1944年3月30日受章、59人目の受章者[5][46]
- ホーエンツォレルン家勲章剣付き騎士鉄十字章（プロイセン王国）
- フリードリヒ勲章一級剣付き騎士鉄十字章(de)（ヴュルテンベルク王国）
- 忠勤十字章(de)（シャウムブルク＝リッペ侯国）
- ハンザ都市同盟十字章(de)（ハンブルク市）
- 1918年版戦傷章黒章
- クリミア盾章
- ミハイ勇敢公勲章三等及び二等(ro)（ルーマニア王国）
- 国防軍軍報（英語版）における8度の言及（1941年10月11日、12日、31日、1942年5月19日、20日、7月2日、1943年3月20日、8月4日）